# 534
| [ Edytuj tabelę ]          |                                                                                       |
| Król Aksum                 | - 520 Kaleb 540                                                                       |
| Cesarz Bizancjum           | - 527 Justynian I Wielki 565                                                          |
| Cesarz Chin                | - 502 Liang Wudi 549                                                                  |
| Król Essexu                | - 527 Aescwine 587                                                                    |
| Król Franków               | - 511 Childebert I 558 - 511 Teuderyk I 534 - 534 Teodebert I 548 - 511 Chlotar I 561 |
| Król Kentu                 | - 522 Eormenric 560                                                                   |
| Patriarcha Konstantynopola | - 520 Epifaniusz 535                                                                  |
| Władca Korei               | - 531 Anwŏn 545                                                                       |
| Król Mercji                | - 501 Cnebba (?) 566                                                                  |
| Król Munsteru              | - 527 Crimthann 547                                                                   |
| Król Ostrogotów            | - 526 Atalaryk 534 - 526 Amalasunta (regentka) 534 - 534 Teodahad 536                 |
| Papież                     | - 533 Jan II 535                                                                      |
| Król Persji                | - 531 Chosrow I 579                                                                   |
| Król Wandalów              | - 530 Gelimer 534                                                                     |
| Król Wessexu               | - 519 Cerdic 534                                                                      |
| Król Wizygotów             | - 531 Teudis 548                                                                      |

Rok 534 / DXXXIV
stulecia: V wiek ~
VI wiek ~
VII wiek

lata: 524 «
529 «
530 «
531 «
532 «
533 «
534
» 535
» 536
» 537
» 538
» 539
» 544

## Wydarzenia
- 16 listopada – zakończono prace nad Kodeksem Justyniana, została ogłoszona druga i ostateczna wersja.

- Bitwa pod Bosrą - wojska bizantyjskie, pod wpływem ciągłych ataków arabskich, uciekły (pomimo niewielkich strat).
- Belizariusz zniszczył państwo Wandalów w Afryce.
- Frankowie podbili Królestwo Burgundów.

## Zmarli
- 2 października – Atalaryk, król Ostrogotów w Italii